# Alfred Bammesberger
Alfred Bammesberger (* 25. September 1938 in München; † 7. Januar 2025) war ein deutscher Anglist und Linguist.

## Leben
Alfred Bammesberger studierte englische und französische Philologie und war zunächst als Gymnasiallehrer in Landshut und München tätig. Nach seiner Promotion, unter anderem an der Yale University, habilitierte er sich an der Albert-Ludwigs-Universität in Freiburg mit der Schrift „Abstraktbildungen in den baltischen Sprachen“ im Bereich der Indogermanistik und Allgemeinen Sprachwissenschaft.
1980 erhielt Bammesberger einen Ruf an die Katholische Universität Eichstätt auf die Professur für Englische Sprachwissenschaft, später auf die Professur für Englische und Vergleichende Sprachwissenschaft. Er gehörte zu den Gründungsvätern der Sprach- und Literaturwissenschaftlichen Fakultät. 2006 wurde Alfred Bammesberger emeritiert.
Er verfasste über 25 wissenschaftliche Bücher und zahlreiche Aufsätze zur historischen Linguistik mit den Schwerpunkten Indogermanistik, Altgermanistik, Anglistik sowie Baltistik und Keltologie. Er galt als Experte für Runologie. Bammesberger war außerdem von 1985 bis 2015 Herausgeber der Zeitschrift „Historische Sprachforschung“ und Mitherausgeber von „Onomasiology Online“. In seinem Ruhestand forschte er insbesondere zu Dialekten und Brauchtum. 2023 veröffentlichte er ein Buch zur Grammatik seiner Heimatmundart Münchnerisch. Er war auswärtiges Mitglied der Polska Akademia Umiejętności in Krakau.

## Schriften (Auswahl)
- Abstraktbildungen in den baltischen Sprachen (= Zeitschrift für vergleichende Sprachforschung auf dem Gebiete der indogermanischen Sprachen. Ergänzungshefte. 22). Vandenhoeck & Ruprecht, Göttingen 1973, ISBN 3-525-26208-6 (Zugleich gekürzt: Freiburg, Universität, Habilitations-Schrift, 1971).
- als Herausgeber: Das etymologische Wörterbuch. Fragen der Konzeption und Gestaltung. Friedrich Pustet, Regensburg 1983.
- English Etymology. Carl Winter, Heidelberg 1984.
- als Herausgeber mit Gaby Waxenberger: Pforzen und Bergakker. Neue Untersuchungen zu Runeninschriften (= Historische Sprachforschung. Ergänzungsheft. 41). Vandenhoeck & Ruprecht, Göttingen 1990, ISBN 3-525-26231-0, (Digitalisat).
- Register zur Zeitschrift für Vergleichende Sprachforschung, Band 1–100 (1851–1987). Vandenhoeck & Ruprecht, Göttingen 1997.
- als Herausgeber: Baltistik. Aufgaben und Methoden (= Indogermanische Bibliothek. Abt. 3: Untersuchungen. 19). Winter, Heidelberg 1998, ISBN 3-8253-0726-3.